# Бяла река (област Шумен)
Вижте пояснителната страница за други значения на Бяла река.
Бя̀ла рекà е село в Североизточна България, община Върбица, област Шумен.

## География
Село Бяла река се намира на около 33 km юг-югозападно от областния център град Шумен, около 8 km източно от общинския център град Върбица и около 29 km изток-североизточно от град Котел. Разположено е в източната част на историко-географската област Герлово, непосредствено до северните разклонения на Върбишка планина. Надморската височина в центъра на селото при сградата на кметството е около 271 m, а преобладаващият слаб наклон на терена е на изток. Климатът е умереноконтинентален. Почвите са предимно планосоли и лесивирани. Източно от селото тече река Елешница, която се влива в тушовския (югоизточния) ръкав на язовир Тича.
През село Бяла река минава третокласният републикански път III-7304, водещ на изток през селата Тушовица и Риш до връзка с второкласния републикански път II-73. Път II-73 на север е отклонение при град Шумен от първокласния републикански път I-7, а на юг води до връзка с Подбалканския път. На запад път III-7304 води от Бяла река през село Нова Бяла река до град Върбица и връзка там с първокласния път I-7.
В землището на Бяла река, северозападно от селото на река Кубарня се намира язовир „Бяла река“. В землището на село Бяла река попада и част от влезлия в експлоатация през 1973 г. и предназначен за напояване язовир Тича.
По данни от 1970-те години, в селското стопанство поминъкът на населението на Бяла река се е основавал на отглеждането на зърнени култури, тютюн, зеленчуци, овце, крави.
Землището на село Бяла река граничи със землищата на: село Сушина на север; село Тушовица на североизток и изток; село Манолич на югоизток; село Пчелин на юг; село Велислав на юг; село Везенково на югозапад; град Върбица на запад; село Нова Бяла река на запад и северозапад.

## Население
Числеността на населението на село Бяла река според преброяванията през годините е както следва:
| \| Година на преброяване \| Численост \| \| --------------------- \| --------- \| \| 1934 \| 2132 \| \| 1946 \| 2392 \| \| 1956 \| 2034 \| \| 1965 \| 1920 \| \| 1975 \| 1625 \| \| 1985 \| 1645 \| \| 1992 \| 1308 \| \| 2001 \| 1166 \| \| 2011 \| 1181 \| \| 2021 \| 973 \| |           |
| Година на преброяване | Численост |
| 1934 | 2132      |
| 1946 | 2392      |
| 1956 | 2034      |
| 1965 | 1920      |
| 1975 | 1625      |
| 1985 | 1645      |
| 1992 | 1308      |
| 2001 | 1166      |
| 2011 | 1181      |
| 2021 | 973       |

Етническият състав на населението на село Бяла река по данните за етническите групи според преброяването на населението през 2011 г. е както следва:
|                     | Численост | Дял (в %) |
| Общо                | 1181      | 100,00    |
| Българи             | ?         | ?         |
| Турци               | 895       | 75,78     |
| Цигани              | 86        | 7,28      |
| Други               | ?         | ?         |
| Не се самоопределят | ?         | ?         |
| Неотговорили        | 24        | 2,03      |

## История
Бяла река е старо българско селище. Отбелязано е за пръв път в турски данъчен регистър от 1480 г., а след това от 1573, 1676 и 1689 г. като „невернишко“ Акдере и Кюберан (до 1878 г. носи тези имена, както и Стара Бяла река). Поради ожесточената съпротива на жителите срещу насилственото ислямизиране, местоположението на селото е променяно неколкократно; изоставените местности носят български имена. Вероятно към началото на 18 век населението е принудено да приеме исляма. На сегашното си място селото се установява през първата половина на 18 век. След Освобождението идват преселници от Търновско, Плевенско и Ловешко.
При някои от преброяванията на населението селото е записвано като:
- Стара Бяла река – преброяване на 1 януари 1881 г. (1960 жители);[8]
- Бяла Река Стара (Ак Дере) – преброяване на 1 януари 1893 г.;[9]
- Бяла река (Ак Дере) – преброяване на 31 декември 1900 г.;[10]
- Бяла река (Ак Дере, Стара Бяла река) – преброявания на 31 декември 1920 г.[11] и 31 декември 1934 г.[12]

До 1960 г. в селото преобладава българският етнос, като след тази година започва масово изселване на българите.
През 1914 г. е открита енория, състояща се от селата Бяла река, Нова Бяла река и Тушовица със седалище село Бяла река; назначава се свещеник. От началото в селото има параклис. Строежът на църковна сграда в центъра на селото е започнат през юли 1929 г. и е завършен през 1932 г. Църквата продължава да съществува и след 9 септември 1944 г. С промяната на етническия състав на населението и доминирането на изповядващите ислям, църковната сграда губи функционалност и започва да се руши.
През 1912 г. в селото е открито училище.
Читалище „Христо Ботев“ е основано през 1923 г. по инициатива на учителите Петър Великов, Весела Великова и Донка Тодорова. Към читалището функционират библиотека, състави за художествена самодейност.
Турското народно основно училище „М. Супхи“, създадено в Бяла река отпреди 1944 г., съществува до 1959 г., когато се влива в българското и се дава началото на Основно училище „Кирил и Методий“. През периода 1945 – 1958 г. в Бяла река има и частна турска прогимназия. Има данни за съществуването в Бяла река на частно турско начално училище (или две училища – в горната и в долната махали на селото) през периода между 1928 и 1946 г.

## Обществени институции
Село Бяла река към 2023 г. е център на кметство Бяла река.
В село Бяла река към 2023 г. има:
- действащо читалище „Христо Ботев – 1923“;[21][22]
- действащо общинско обединено училище[23] „Св. св. Кирил и Методий“;[24]
- две джамии (в горната и долната махали);[25]
- пощенска станция;[26]
- целодневна детска градина „Кокиче“.[27][28]

## Културни и природни забележителности
След издирване на археологически обекти югозападно от язовир Тича като обект номер 61 е идентифицирано неолитно селище, просъществувало и през късножелязната и късноантичната епоха. То се разполага на 2,4 км северно от селото и на 40 м източно от река Кубарня.
В близост но селото има тюрбе, където се прави курбан.

## Редовни събития
Всяка последна събота на месец август в селото се провежда традиционният събор „Елешница ви зове“.

## Други
Основен проблем на жителите на село Бяла река е лошата инфраструктура. Голяма част от улиците в селото нямат асфалтова настилка и през зимата са непроходими за леки автомобили. Съществен проблем е и водоснабдяването. Ежегодно през лятото селото е подложено на воден режим, а в случаи на продължителна суша, в някои от домакинствата вода се доставя основно от местни водоизточници.

## Галерия
- Микроязовир близо до селото
- Дворът на училището
- Джамията в горната махала
- Събарящата се църква